# 毛姜
毛姜（学名：Zingiber kawagoi），又名台灣山薑，为姜科姜属下的一个种。

## 扩展阅读
- 維基物種上的相關：毛姜